# Barbara (Italia)
Barbara è un comune italiano di 1 270 abitanti della provincia di Ancona nelle Marche.

## Geografia fisica
Il centro storico di Barbara si articola su due alture di una tipica dorsale collinare marchigiana, allungata tra i fiumi Misa e Nevola.

## Storia

### Origini
Il comune di Barbara affonda le sue radici storiche ed onomastiche nell'epoca dell'invasione dei Longobardi: verso la fine del VI secolo un avamposto di questo popolo germanico — "barbaro", cioè straniero — si insediò qui, ai confini con il territorio della città bizantina di Senigallia, in posizione intermedia e dominante fra le antiche città romane di Ostra e Suasa, ormai abbandonate.

### Medioevo
Dopo la disfatta longobarda ad opera dei Franchi nel 774, con l'istituzione del Sacro Romano Impero il territorio venne indemaniato. Successivamente, trasformato in feudo ecclesiastico, è affidato all'abbazia benedettina di S. Maria di Sitria, fondata agli inizi del sec. XI sulle pendici del Monte Catria dal santo monaco riformatore Romualdo da Ravenna.
Nel 1257 si eresse in comune (Universitates Comunis Castris Barbara) e fece un patto di alleanza con il vicino comune di Jesi. Con la promulgazione 
delle costituzioni egidiane venne classificata Terra minore delle città e terre Marchigiane con 100 fuochi.) Nel 1433 si sottomise a Braccio da Montone. Nel 1461 respinse l'assedio di Sigismondo Malatesta; nel 1533 si dotò di propri statuti.

### Regno d'Italia
Neanche il nuovo comune, costituitosi nel 1257 grazie al protettorato jesino, riuscirà a sciogliere i vincoli vassallatici, che perdureranno fino alla costituzione del Regno d'Italia, per tutta l'età moderna, periodo nel quale il paese di Barbara diventerà la sede amministrativa degli estesi possessi dell'abbazia, ormai trasformata in commenda ed affidata dal 1453 ai cardinali delle più importanti famiglie dello Stato Pontificio, come i Cesi, i Barberini, gli Albani.

### Simboli
Lo stemma del Comune di Barbara si blasona:
La torre è uno degli attributi della patrona santa Barbara, oltre a rappresentare il castello e la cinta muraria che protegge la città dal XV secolo.
Il gonfalone è un drappo di giallo bordato d'azzurro.

## Monumenti e luoghi d'interesse
- Chiesa abbaziale di Santa Maria Assunta:
- imponente e monumentale chiesa opera neoclassica dell'anconetano Francesco Maria Ciarafoni oltre ai preziosismi artigianali del tardo settecento, quali le statue in gesso dei famosi scalpellini di Sant'Ippolito, al coro ligneo e ai soprastanti ritratti dei diciotto Abati commendatari, alle gelose dei coretti ai confessionali e all'artistico crocefisso ligneo del '600. In chiesa rimangono due importanti dipinti: un Martirio di San Sebastiano rifatto nel Settecento per iniziativa del cardinale Giovan Francesco Albani, era già stata ornata da diversi importanti dipinti secenteschi cortonesi grazie al mecenatismo dell'abate commendatario Francesco Barberini: una Santa Barbara di Pietro Paolo Ubaldini già in Municipio è stata trafugata mentre un'assunta attribuibile a Paolo Gismondi, interessante per l'intenso chiaroscuro unito ad un vivace colorismo, è documentato al 1644. Una tela con la Vergine e i Santi Antonio Abate, Nicola da Tolentino e Nicola da Bari dipinta da Giovan Francesco Romanelli è una rielaborazione della pala del Berrettini per Sant'Agostino a Cortona. Entrambi i dipinti furono ampliati dall'anconetano Giovanni Pirri per essere adattati agli altari approntati nella ristrutturazione settecentesca.[5]
- Chiesa di Santa Barbara:
- ricostruita nel 1694 per opera del cardinale Carlo Barberini abate commendatario sulle fondamenta della vecchia sede. Era un piccolo luogo di culto ricavato in una casa privata quattrocentesca dallo stesso proprietario, memore dello scampato pericolo nell'assedio del 1461, affissa in un'epigrafe affissa sulla sinistra dell'ingresso della chiesa. All'interno si ospitano preziosi cimeli storico artistici oltre all'acquasantiera con lo stemma dei Barberini, alla statua lignea della santa quattrocentesca di scuola Umbro Marchigiana (di proprietà del comune e conservata nel museo parrocchiale), all'immagine della Madonna dell'ulivo, il gioiello della chiesa sono però le stampe francesi della Via Crucis forse del Dubercelle, il Sant'Antonio Abate dipinto di autore ignoto, con la rappresentazione schematizzata dell'abitato di Barbara, la Santa Barbara di Sebastiano Conca e per finire La Madonna con l'Arcangelo Gabriele, San Nicola da Tolentino San Giuseppe e San Carlo Borromeo, opera matura del veneziano Claudio Ridolfi.
- Tavola lapidea delle misure locali
- (vecchio palazzo comunale di fronte alla chiesa stessa) la più antica fra le consimili di tutto il senigalliese, l'edificio ospitava altresì le carceri con due celle di cui una chiamata "la segreta", della quale resta la porta lignea con rinforzi e ferro battuto, di proprietà del comune e conservata oggi nel museo parrocchiale
- Palazzo Albani
- (attuale sede municipale) ristrutturato nel 1716 per ospitare il cardinale Annibale Albani nipote del papa e abate di Sitria conserva oggi nel piano nobile superiore le sale della residenza cardinalizia con architravi incise con il nome del prelato e porte originali dalle eleganti serrature in ferro battuto, con affisso alla parete lo stemma degli Albani, dipinto in cotto, da notare in una stanza accanto che era la cappellina privata cardinalizia, un bel soffitto a cassettone e una panca del '700 decorata con lo stemma degli Albani.
- Palazzo Mattei
- sito nel borgo Santa Maria (o piazza grande) con soffitti dipinti e stemma dipinto della casata.
- Palazzo Mei e Palazzo Maggioli:
- si trovano sulla stessa via del palazzo Albani
- Castrum Barbarae:
- castello duecentesco, caratterizzato dall'arco di accesso e dalla merlatura ghibellina e dall'imponente mastio, chiamato il Torrione. È stato parzialmente ricostruito negli anni '60 a causa delle distruzioni subite nella seconda guerra mondiale. Il castello di Barbara, un tempo vera e propria rocca, è oggi un piccolo agglomerato circondato da mura dove all'interno ci sono, al fine di renderlo vivo, comune, farmacia, ambulatorio, poste, biblioteca e chiesa patronale di S. Barbara.
- Monumento ai Caduti
- dell'artista R.A. Schiavoni (1921-2008) ed il recente tributo ad Aldo Moro. Situato in periferia adiacente piazza della resistenza.

## Società

### Evoluzione demografica
Abitanti censiti

## Cultura
Il paese è fornito di un asilo dell'infanzia, di una scuola elementare e di un oratorio per il ritrovo dei giovani.

### Eventi
- Festa del Crocefisso:
- è una festa molto antica e tradizionale del miracoloso Crocefisso ligeo del 1550 sito nella chiesa Abbaziale
- Festa di Santa Barbara:
- 4 dicembre in onore della patrona della città
- Fiera di Santa Barbara:
- la prima domenica di dicembre di tutti gli anni c'è la fiera in suo onore
- Notte bianca dei bambini:
- normalmente fine giugno nel vecchio campo sportivo giochi e spettacoli per i bambini e gastronomie varie
- Presepe vivente recitato
- ormai è una tradizione, da più di 50 anni creare durante le vacanze natalizie un Presepe Vivente che si può vedere in tutti i giorni festivi. È la più grande e suggestiva rappresentazione della natività.

## Geografia antropica

### Il centro
Il centro storico si articola su due alture di una dorsale allungata tra i fiumi Misa e Nevola. A monte sorge il castello, verso il mare, al di là del fossato e del ponte levatoio frapposto, si estendeva il borgo munito di una cinta difensiva culminante in una propaggine occidentale chiamata Castellaro, probabilmente perché costituiva il sito più antico ed elevato e perché fruiva di rudimentali fortificazioni: un terrapieno ed una palizzata.
Gli stessi ipogei o grotte del Castellaro costituiscono gallerie e vani sotterranei scavati nella roccia arenaria non solo per la conservazione delle derrate alimentari, ma anche a scopo di riparo o di via di fuga verso il fossato ed il castello durante gli assedi, come nel caso del sotterraneo murato del palazzo Bùfera, sede del ristorante tipico 'L Castellaro.

### Borgo medievale
Il borgo medievale si allunga in un pendio o declivio, la quale scende dal castello alla chiesa neoclassica dell'Assunta ripartita in due strade parallele, denominate nel dialetto locale Piazza e Piazzetta. La Piazzetta, via più ristretta ed aristocratica, sale dalla Costarella, ripida china affiancata al monumentale tempio mariano, per confluire nello Spalmento, l'attuale piazza Cavour antistante al castello. Sulla destra, i vicoli, caratteristiche viuzze popolari del Castellaro, delimitano due palazzi affacciati sulla strada e rispettivamente appartenuti nel primo Ottocento alle famiglie signorili Leli e Bufera. Passeggiando lungo le declinanti vie del paese in una gradevole visita, si possono idealmente ripercorrere gli sviluppi urbanistici del centro abitato nel corso dei secoli: partendo dal castello medievale e dal sottostante borgo cinquecentesco, passando per l'attuale Borgo Mazzini — sviluppatosi nell'Ottocento con il nome di Borgo San Francesco — si perviene prima alle "Case Nove" d'inizio Novecento, odierna via Vittorio Veneto, poi al moderno quartiere di via Fratelli Kennedy.

## Amministrazione
| Periodo        | Periodo        | Primo cittadino             | Partito                                 | Carica  | Note  |
| -------------- | -------------- | --------------------------- | --------------------------------------- | ------- | ----- |
| 14 giugno 1985 | 5 giugno 1990  | Fabio Brunetti              | Partito Socialista Italiano             | Sindaco | [ 7 ] |
| 5 giugno 1990  | 24 aprile 1995 | Claudio Sabbatini Peverieri | Partito Socialista Democratico Italiano | Sindaco | [ 7 ] |
| 24 aprile 1995 | 14 giugno 1999 | Mario Capotondi             | Lista civica                            | Sindaco | [ 7 ] |
| 14 giugno 1999 | 14 giugno 2004 | Mario Capotondi             | Lista civica                            | Sindaco | [ 7 ] |
| 14 giugno 2004 | 8 giugno 2009  | Raniero Serrani             | Lista civica                            | Sindaco | [ 7 ] |
| 8 giugno 2009  | 25 maggio 2014 | Raniero Serrani             | Lista civica                            | Sindaco | [ 7 ] |
| 25 maggio 2014 | 27 maggio 2019 | Raniero Serrani             | Famiglia Progresso Paesanità            | Sindaco | [ 7 ] |
| 27 maggio 2019 | 10 giugno 2024 | Riccardo Pasqualini         | Viva Barbara viva                       | Sindaco | [ 7 ] |
| 10 giugno 2024 | in carica      | Massimo Chiù                | Insieme per Barbara                     | Sindaco | [ 7 ] |

### Gemellaggi
- Scandriglia

## Sport

### Calcio
La squadra di calcio denominata Ilario Lorenzini Barbara milita in Promozione e i colori sociali sono il giallo ed il blu. Ha disputato un torneo di Eccellenza Marche.
Nel 2023 è stato aggiunto il nome Monserra ASD ILARIO LORENZINI BARBARA MONSERRA mantenendo  stessa matricola stessa sede e stesso campo di calcio (Stadio Civico Barbara) colori sociali Blu Bianco Rosso
Gestisce anche il campionato juniores che ufficialmente gioca al comunale di Montecarotto e il campionato allievi che giocano al comunale di Serra de Conti.